# Ocotea bullata
Ocotea bullata är en lagerväxtart som beskrevs av Ernst Meyer och Carl Daniel Friedrich Meisner. Ocotea bullata ingår i släktet Ocotea och familjen lagerväxter. Inga underarter finns listade i Catalogue of Life.